# Ulmus laciniata
Ulmus laciniata là một loài thực vật có hoa trong họ Ulmaceae. Loài này được (Trautv.) Mayr miêu tả khoa học đầu tiên năm 1906.

## Hình ảnh

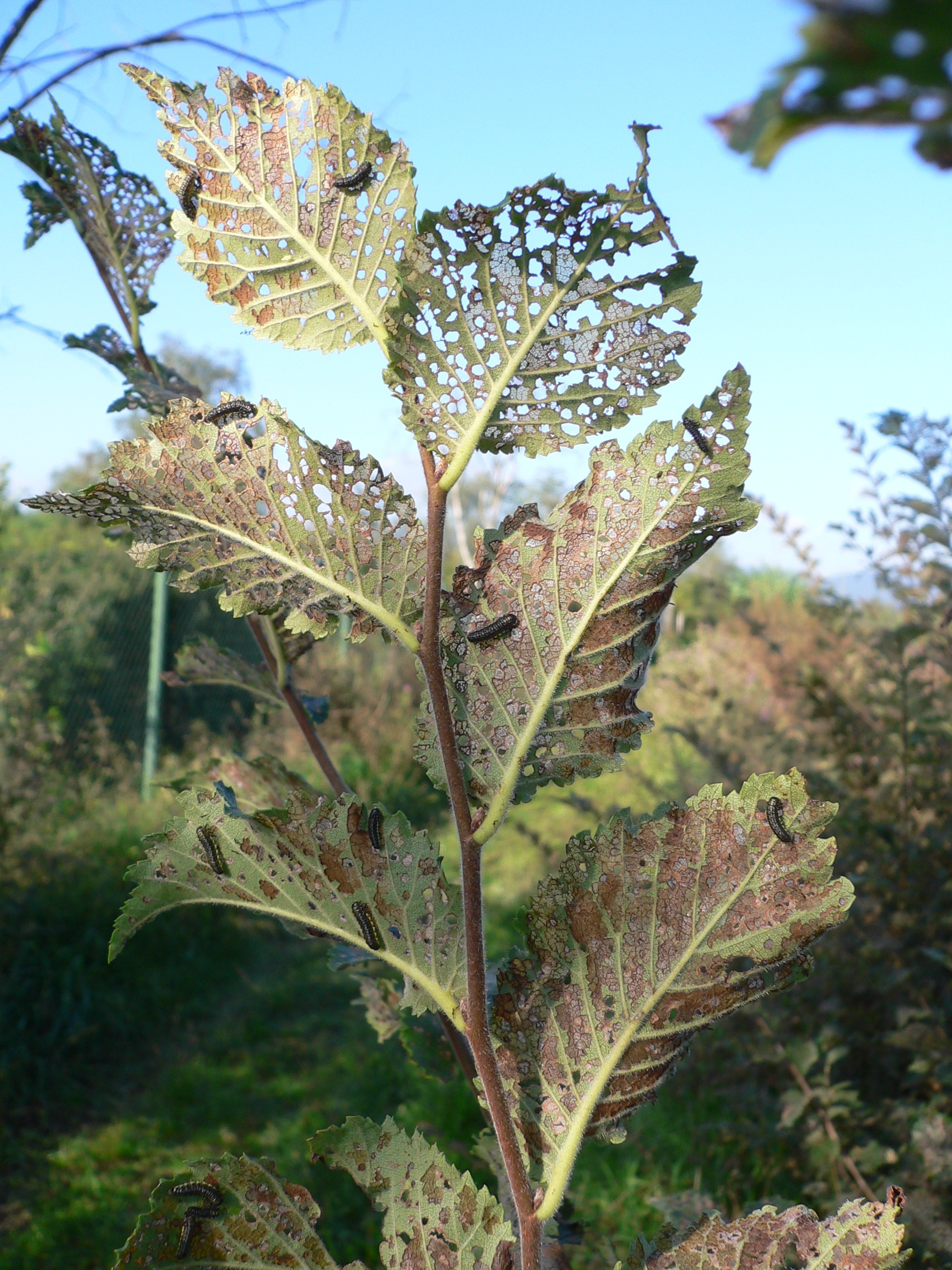
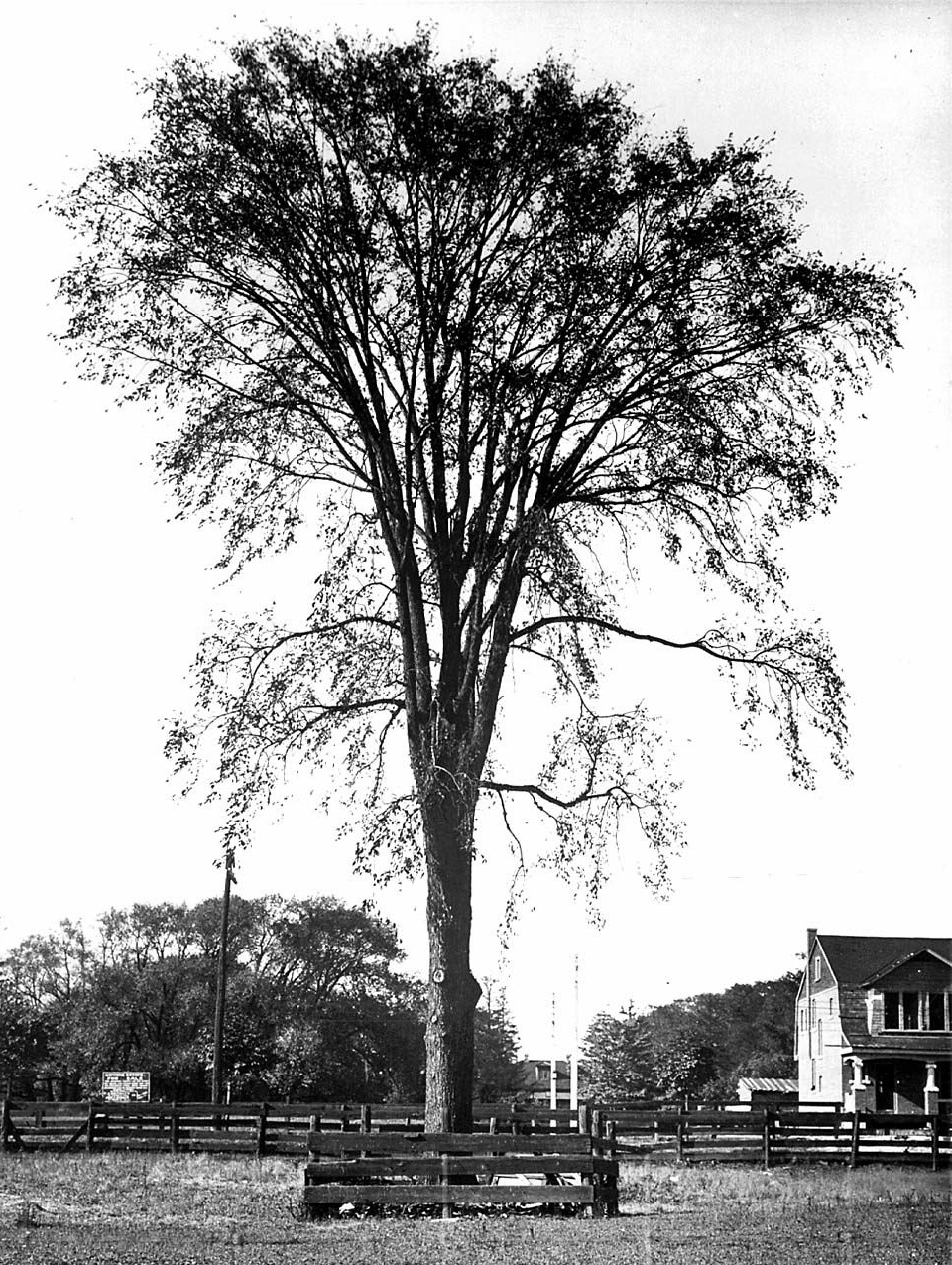
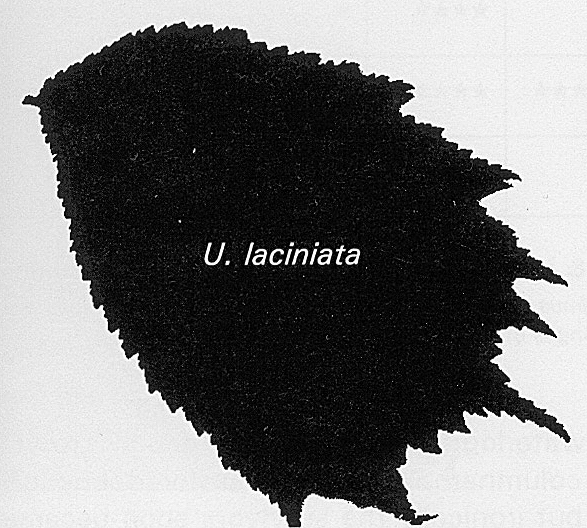
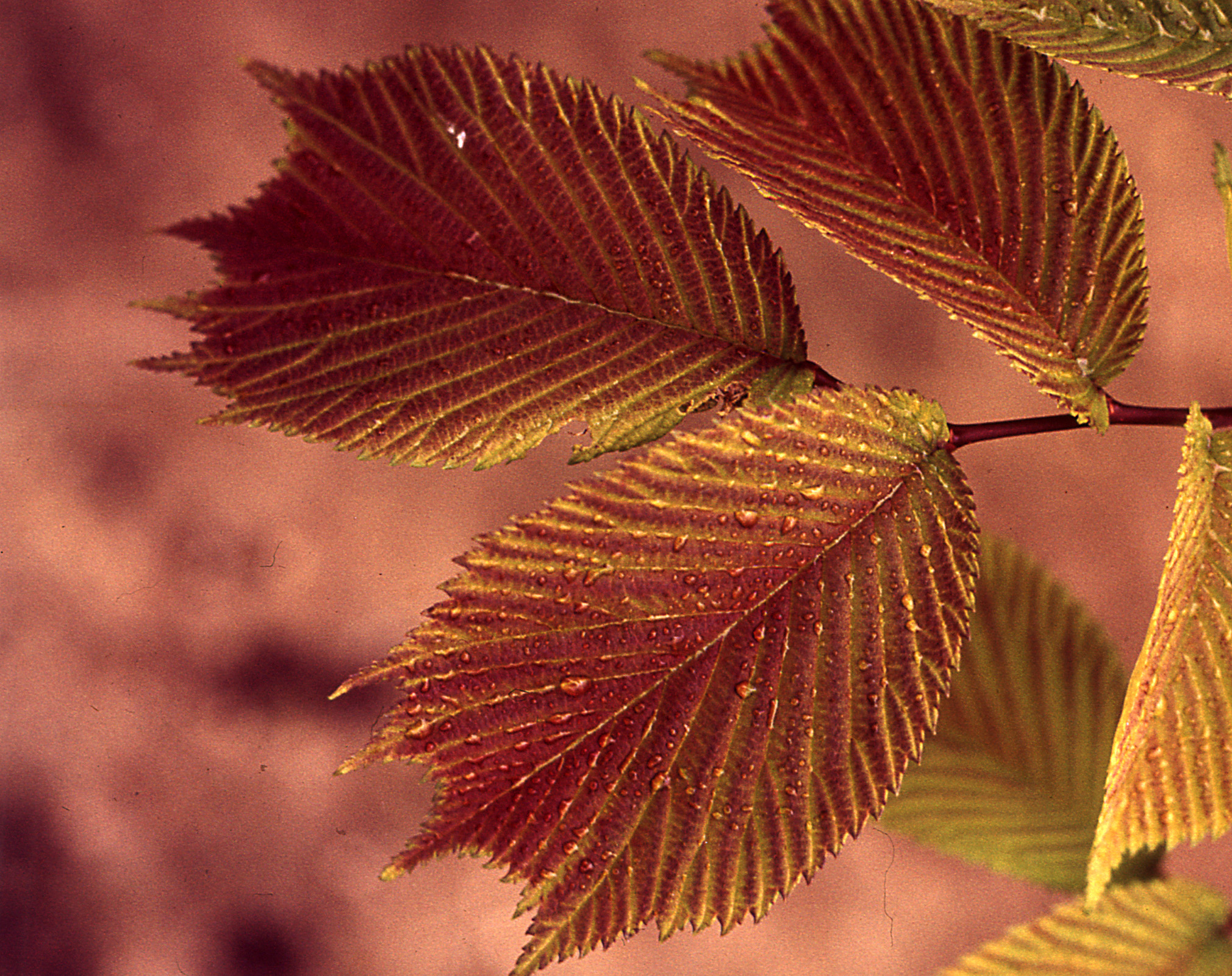